# 서일본 여객철도 221계 전동차
JR 서일본 221계 전동차(일본어: JR西日本221系電車)는 서일본 여객철도(JR 서일본)의 직류 근교형 전동차이다.  2008년 현재 JR 서일본의 어번 네트워크를 대표하는 차량이다.

## 같이 보기
- 서일본 여객철도
- 서일본 여객철도 223계 전동차
- 도카이 여객철도 313계 전동차
- 서일본 여객철도 225계 전동차